# منطق فلسفي

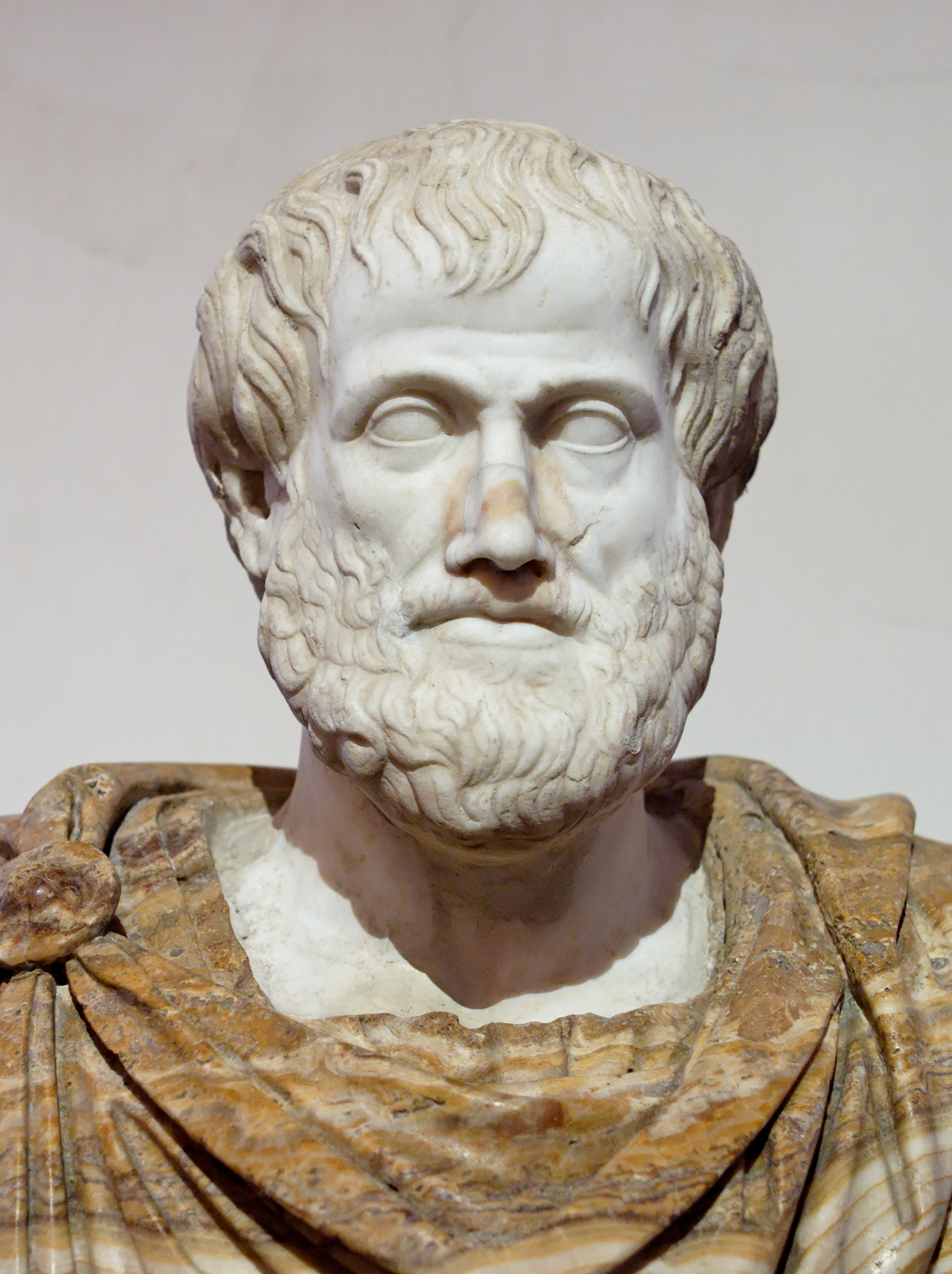

المنطق الفلسفي هو عبارة عن مصطلح ألفه الفيلسوف برتراند رسل لتقديم فكرته أن نتاج اللغات الطبيعية والفكر لا يمكنها أن تصور إلا عن طريق الاصطناعية وكان ذلك أساسا لبرنامجه إضفاء الطابع الرسمي على اللغة الطبيعية. ويستخدم هذا المصطلح في العصر الحديث للدلالة على معاني أخرى متعددة.

## تعريف المنطق الفلسفي
هو المنطق ويسمى باللغةاليونانية logiké، وعلم المنطق يمكن أن يسمى أيضا علم الميزان، حيث به توزن الحجج والبراهين، وكان ابن سينا يسميه خادم العلوم، كما كان الفارابي يسميه رئيس العلوم. وجاءت تسميته بالمنطق من «النطق» ويطلق على «اللفظ» وعلى «إدراك الكليات» وعلى «النفس الناطقة».
أما اصطلاحاً فالمنطق عبارة عن صناعة تمنح جملة القوانين التي من شأنها أن تقوّم العقل وتدفع الإنسان نحو طريق الصواب ونحو الحق في كل ما يمكن أن يخطأ فيه من المعقولات.
و هو يضع المبادئ العامة للتفكير الصحيح، كما يعرف بأنه علم قوانين الفكر، وهي ثلاث:
ـ قانون الهوية: ويعني أن لأي شيء ذاتية خاصة يحتفظ بها من دون تغيير، فالشيء دائماً هو هو (أ هو أ) فالهوية تفترض ثبات الشيء على الرغم من التغيرات التي تطرأ عليه، فأنا هو الشخص ذاته الذي كنته منذ عشرين عاماً على الرغم مما طرأ علي من تغير.
ـ قانون عدم التناقض: ينكر هذا القانون إمكان الجمع بين الشيء ونقيضه، فلا يصح أن يصدق النقيضان في الوقت نفسه وفي ظل الظروف نفسها، إذ لا يصح القول إن هذا الشيء وفي هذا الوقت «أزرق» وليس «أزرق» [(أ) لا يمكن أن تتصف بأنها(ب) وبأنها (لا ب) معاً].
ـ قانون الثالث المرفوع: ويعني أن أحد المتناقضين لابد أن يكون صادقاً إذ ليس هناك احتمال ثالث بجانب المتناقضين يمكن أن يكذبهما معاً، ولا يوجد وسط بينها، فإما أن نثبت محمولاً معيناً لموضوع ما وإما أن ننفيه عنه.

### المنطق الرياضي
منطق رياضي أو المنطق الحديث الرمزي هو تطوير وتصويب للمنطق التقليدي، يقوم على استنباط القوانين المنطقية من أقل عدد من المبادئ (بديهيات وقوانين) بطريقة دقيقة كاملة، أي إنه نسق استنباطي، يبدأ من مقدمات معينة لينتهي إلى النظريات اللازمة عنها، معتمداً قواعد خاصة، مستخدماً اللغة المنطقية الرمزية فقط. ويرجع ظهوره إلى لايبنتيس أولاً ثم جورج بول George Boole ت(1815ـ1864)، وطوره فريگه Frege، وفيتگنشتاين Wittgenstein وكارناپ Carnap وغيرهم، ويسمى أحياناً بالمنطق الرمزي أو الرياضي أو الاستدلالي أوالنظري أو جبر المنطق، أو المنطق اللوغارتيمي، أو اللوغسيقا، ويتوقف الاسم على الهدف من التسمية. وقد اكتمل على يد رسل ووايتهد اللذين حاولا المزج بين المنطق والرياضيات فوصلا إلى المنطق الرمزي، الذي يستخدم نوعين من الرموز، وهي الثوابت والمتغيرات، ويتألف من أربعة مباحث أساسية هي:

### منطق القضايا
يستخدم متغيرات قضوية، فيدرس قيمة صدق القضية كوحدة، من دون النظر إلى مكوناتها، ثم يبحث الروابط بينها، معتمداً ثوابت النفي، العطف، الانفصال، اللزوم والتكافؤ، فيشكل بذلك «دالات الصدق»، ويتابع بدراسة الصلات بين هذه الدالات ليكتمل كنسق استنباطي، مكوناته: أفكار أولية ومصادرات وقواعد استنباط خاصة، ثم يعمد لبرهنة جميع نظرياته، كما يدرس الاستدلال بنوعيه، من خلال صياغته بصورة «دالات صدق»، فيتمكن بذلك من اختبار صحتها بقوائم الصدق حيث ميز بعض حالات التقابل غير الصحيحة، وأيضاً بعض الأقيسة الفاسدة، التي عمد إلى تصويبها.

### منطق المحمولات
يدرس القضايا مع اعتبار مكوناتها، مستخدماً لذلك متغيرات حدية، ورموزاً لأسوار القضايا، معتمداً الثوابت المنطقية السابقة، ليمحص بهذه الأدوات موضوعات المنطق التقليدي ويطورها.

### منطق الفئات
يدرس القضايا باعتبارها ارتباط فئتين، فئة يدل عليها «الموضوع» وأخرى يدل عليها «المحمول»، ويصيغ جميع الاستدلالات بصورة معادلات جبرية، يختبر صحتها إما «بأشكال فن» الهندسة، وإما ببرهان حسابي، كما يدرس خصائص الفئات والعمليات الجبرية عليها (جمع الفئات، ضرب الفئات، الاحتواء، والهوية بين الفئات)، وينتهي إلى بناء نسق استنباطي مكون من مقدمات [(أفكار أساسية مثل الفئة الصفرية، الفئة الشاملة، والفئة المتممة)، و(بعض التعريفات الخاصة) و(المصادرات المأخوذة من العمليات الجبرية على الفئات)]، ويعتمد قواعد اشتقاق خاصة (الاستبدال الموحد واستبدال التطابق …) ليصل من خلالها إلى برهنة نظرياته. ومتغيرات هذا النسق متغيرات فئوية، أي إن كلاً منها يدل على فئة، كما أن له رموزه الخاصة للثوابت.

### منطق العلاقات
يبحث العلاقات من خلال الأفكار الأولية التي تقوم عليها، كما يركز على عمليات جمع العلاقات وضربها، وسلب العلاقة وعكس العلاقة والهوية والتضمن بين العلاقات. ويصنف العلاقات نوعياً إلى: انعكاسية، تماثلية، متعدية وترابطية. وكمياً وفق عدد حدودها إلى: علاقة واحد بكثير، علاقة كثير بواحد، علاقة واحد بواحد وعلاقة كثير بكثير، ويعتمد متغيرات تدل على علاقات (ع، غ) أما ثوابته فهي الثوابت المنطقية السابقة (النفي، الاحتواء، التضمن، الاجتماع، الضرب واللزوم) فيكتمل بذلك كنسق استنباطي دقيق.